# Telhanorte
Telhanorte é uma empresa varejista do setor de materiais de construção, fundada em 1976 em São Paulo. No ano de 2000, foi adquirida pelo grupo francês Saint-Gobain e hoje faz parte, junto com a Tumelero (varejista do Rio Grande do Sul adquirida pela Saint-Gobain em 2017), da Saint-Gobain Distribuição Brasil.
A Telhanorte possui 43 lojas físicas nos estados de Minas Gerais, Paraná e São Paulo, além do E-Commerce.
Em 2019, a empresa passou por um processo de transformação, com um reposicionamento de mercado, nova identidade visual e um novo conceito de lojas. Em agosto, o CEO Juliano Ohta divulgou as mudanças e anunciou que a Telhanorte seria a primeira rede varejista de materiais de construção a inaugurar lojas de bairro. As novas unidades se chamarão Telhanorte Já e serão 4 até o fim de 2019.

## LojasTelhanorte

### São Paulo
Capital
- Aricanduva I (Vila Carrão)
- Aricanduva II (Jardim Aricanduva)
- Brasil Conceito (Jardins)
- Campo Limpo (Campo Limpo)
- Francisco Morato (Francisco Morato)
- Imigrantes (Vila da Saúde)
- Marginal (Água Branca)
- Morumbi (Morumbi)
- PRO Aricanduva (Jardim Aricanduva)
- PRO Marginal (Água Branca)
- Raposo Tavares (Butantã)
- Tatuapé (Tatuapé)
- Washington Luis (Vila Alexandria)
- Zona Norte (Vila Guilherme)

Região Metropolitana
- Tamboré (Barueri)
- Roda Viva (Guarulhos)
- Tancredo Neves (Guarulhos)
- Osasco
- Santo André I
- Santo André II
- Taboão da Serra

Baixada Santista
- Praia Grande
- Santos

Interior
- Bragança Paulista
- Amoreiras (Campinas)
- Shopping Dom Pedro (Campinas)
- Jundiaí
- Piracicaba
- Presidente Prudente
- Ribeirão Preto
- São Carlos[4]
- São José dos Campos
- Sorocaba
- Sumaré
- Taubaté

### Minas Gerais
- Amazonas (Belo Horizonte)
- Belvedere (Belo Horizonte)
- Pampulha (Belo Horizonte)
- Contagem
- Uberlândia

### Paraná
- Tiradentes (Londrina)
- Shopping Catuaí (Londrina)
- Maringá

## Programas e patrocínios
- Programa Obra Prima[5]

O programa Obra Prima premia engenheiros, arquitetos e decoradores por seus projetos através do sistema de pontos. O profissional que se abastece de materiais comprados nas lojas da rede recebe uma parte em pontos equivalentes (pontos TN), para troca posterior por novos materiais.
- Patrocínio do Quadro Lar Doce Lar[6] (Programa Caldeirão do Huck)[7][8]

Em 2010 a Telhanorte começou a patrocinar o quadro Lar Doce Lar, presente semanalmente no Programa Caldeirão do Huck.  A participação ocorre ocasionalmente, através do fornecimento de materiais (para a construção ou reforma) das casas apresentadas no quadro.  
- Parede Social[10] Configurando uma das primeiras experiências de compra digital da marca, o aplicativo Parede Social permite a montagem e compra, através do Facebook, de azulejos personalizados. Eles podem trazer impresso digitalmente em um azulejo (ou vários) uma imagem escolhida pelo cliente. A utilização do recurso no quadro Lar Doce Lar do Programa Caldeirão do Huck ajudou na popularização do aplicativo.